# Dwuparce
Dwuparce, krocionogi (Diplopoda) – gromada wijów obejmująca ponad 12 tysięcy opisanych gatunków. Charakteryzują się przekształceniem szczęk I pary w gnatochilarium, brakiem szczęk II pary oraz występowaniem na tułowiu diplosegmentów, które mają po 2 pary odnóży. Kosmopolityczne. Większość zasiedla ściółkę i glebę w lasach, ale występują też w wielu innych środowiskach. Przeważająca ich część żywi się martwą materią roślinną, ale znane są też gatunki wszystkożerne, mykofagi czy fitofagi ssące. W zapisie kopalnym znane od syluru.

## Opis

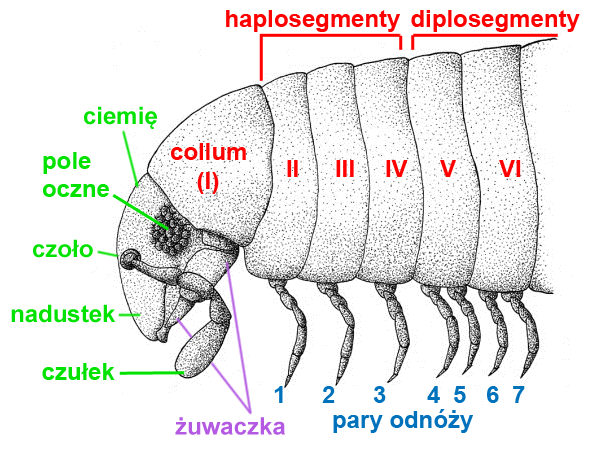
Przód ciała krocionoga

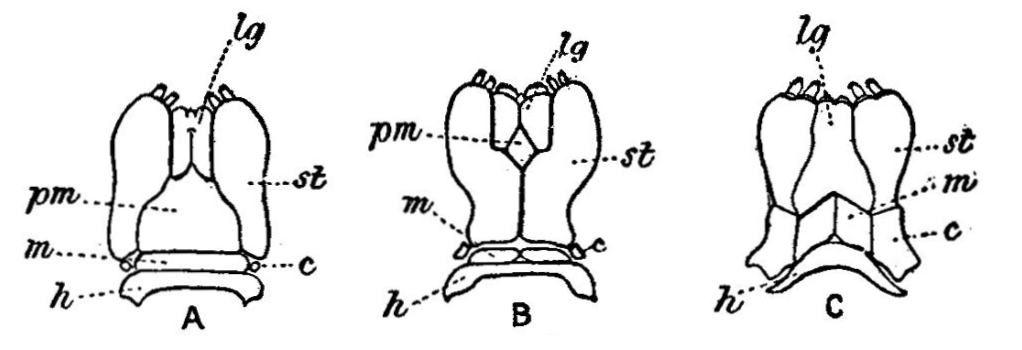
Gnatochilaria u rodzajów: Spirostreptus (A), Julus (B) i Glomeris (C). c: kotwiczka, h: gula (hypostom), lg: blaszki językowe, m: bródka, pm: przedbródek, st: pieńki.

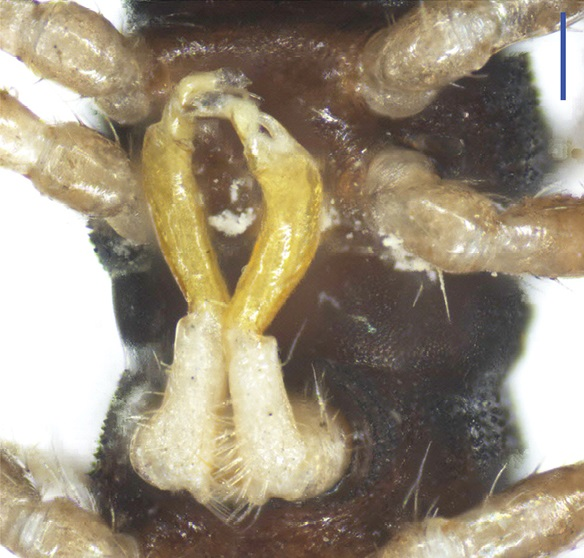
Gonopody u Desmoxytes lingulata

Współczesne dwuparce osiągają rozmiary od 2 mm do około 30 cm długości, ale wśród wymarłych Arthropleuridea znajdują się największe bezkręgowce lądowe o długości ponad 2 m. Ciało mają w przekroju walcowate, grzbietowo-brzusznie spłaszczone lub trójkątne, złożone z dwóch tagm: głowy i tułowia. Z wyjątkiem strzępnic mają twardy i kruchy, wysycony solami wapnia oskórek.
Na głowie osadzone są 7-członowe lub (u strzępnic) 8-członowe czułki, wyposażone na wierzchołku w 4 narządy zmysłowe. Oczy proste po bokach głowy zgrupowane są pola oczne (ocellaria), ale węzławce i gatunki jaskiniowe są wtórnie ślepe. Z wyjątkiem strzępnic poszczególne omatidia pozbawione są stożków krystalicznych. Zwykle na głowie znajdują się też narządy Tömösváry’ego. Otwór gębowy od przodu odgranicza nadustek, zakończony wargą górną. Żuwaczki zbudowane są (od nasady) z kotwiczki, pieńka i płata szczękowego. Szczęki II pary nie występują, natomiast te pierwszej pary są przekształcone w gnatochilarium (płytkę gębową), którego przedni brzeg wyposażony jest w 3 pary głaszczków. Gnatochilarium zakrywa od spodu płaty szczękowe żuwaczek.
Pierwszy segment tułowia za głową jest pozbawiony odnóży i tworzy collum. Segmenty od II do IV mają po jednej parze odnóży i określane są jako haplosegmenty. Kolejne somity tułowia powstają ze zlania się w rozwoju zarodkowym dwóch segmentów, określane są jako diplosegmenty i mają po 2 pary odnóży. Każdy segment tułowia pokryty jest płytkami, które mogą się ze sobą zlewać tworząc jednolity pierścień. Z wyjątkiem collum segmenty dzielą się na węższą część przednią (prosomit) i szerszą część tylną (metasomit), która może być wyposażona w boczne wyrostki zwane paranota. Kilka ostatnich segmentów tułowia oraz kończący go telson nie mają odnóży. Otwory płciowe leżą na III segmencie tułowia i tam też mogą być obecne wulwy u samic lub para penisów u samców.
Odnóża kroczne zbudowane są z biodra, krętarza, przedudzia, uda, postfemur, goleni i stopy. Liczba par nóg u dorosłych waha się od 11 do ponad 750 (u Illacme plenipes). Część odnóży, zwłaszcza samców, jest zmodyfikowana do celów kopulacyjnych. Zwykle w gonopody przekształcone są odnóża siódmego segmentu, czasem też sąsiadujące pary segmentów szóstego i siódmego. Funkcje przytrzymywania samicy pełnić mogą też zmodyfikowane odnóża pierwszej pary i trzech ostatnich par. Gonopody służące przekazaniu nasienia występują w kohortach Colobognatha i Eugnatha – u tych ostatnich są silnie zróżnicowane międzygatunkowo i pełnią istotną rolę w ich diagnostyce.

## Rozród i rozwój

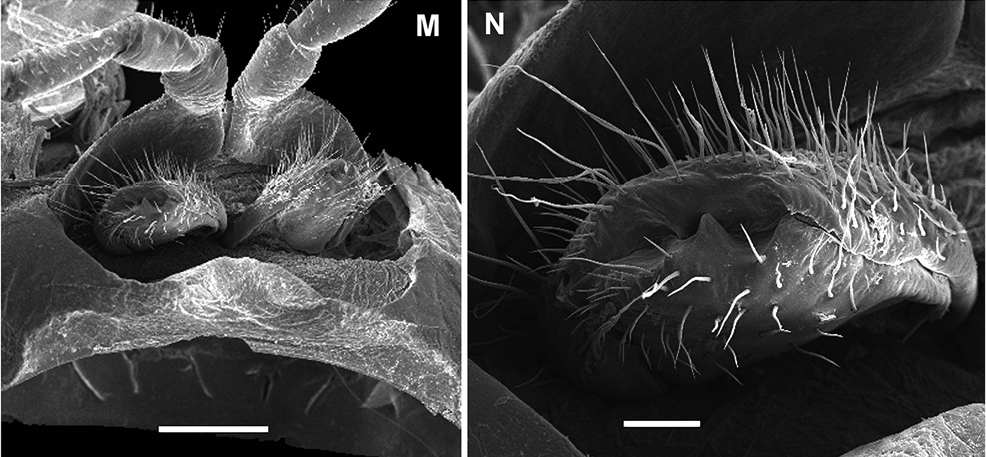
Wulwy samicy Eviulisoma taitaorum

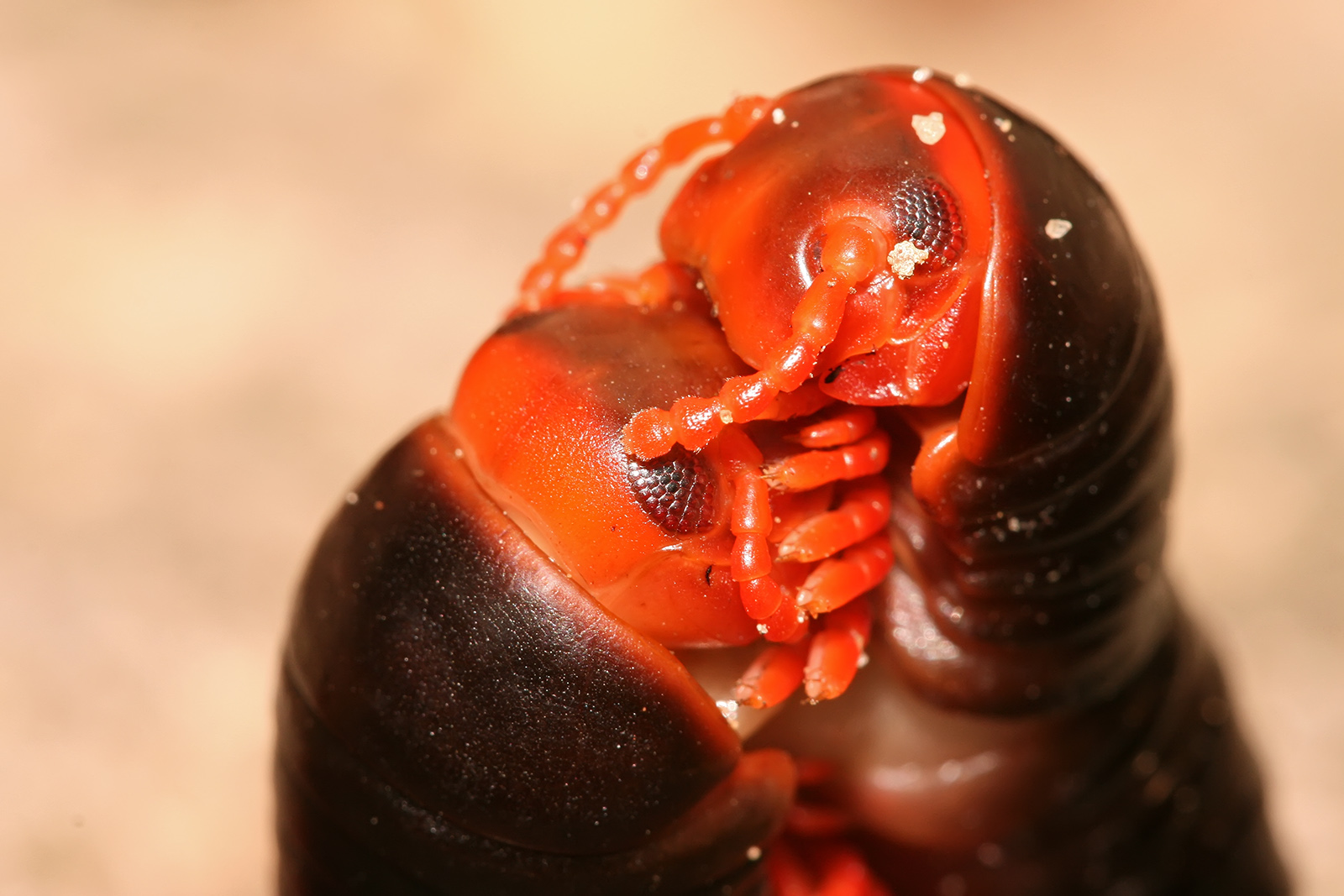
Kopulacja u Epilobus pulchripes, samiec po prawej

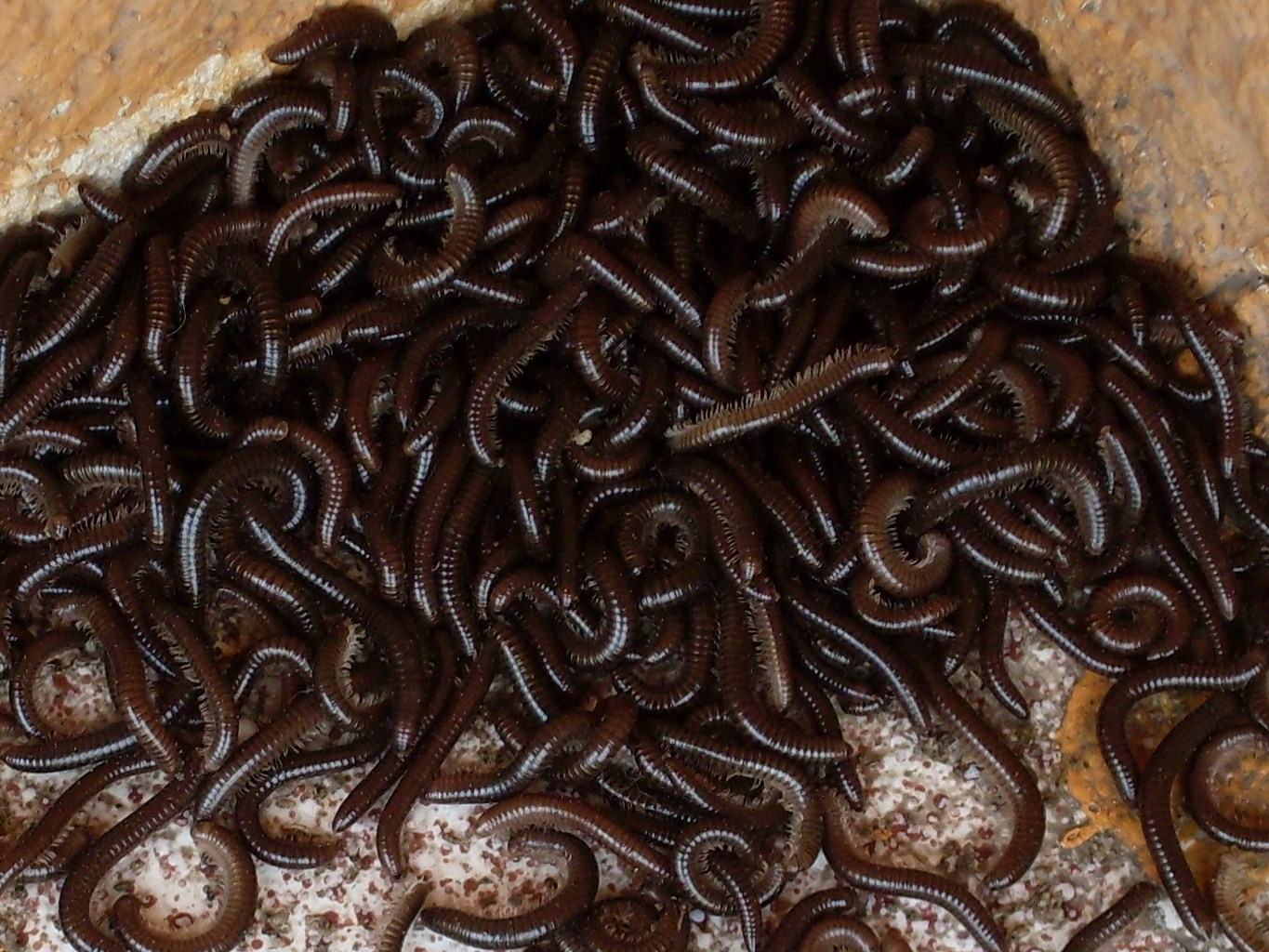
Agregacja krocionogów

Dwuparce są rozdzielnopłciowe, przy czym znane są gatunki i populacje partenogenetyczne. U strzępnic samiec składa spermatofor na sieć z przędzy, po czym samica go pobiera. U pozostałych dwuparców samiec ma 1 lub 2 penisy, którymi przekazuje nasienie na gonopody. Stamtąd nasienie przekazywane jest samicy podczas kopulacji. Kopulacja poprzedzona może być takim zachowaniem samca jak: dotykanie czułkami, wędrowanie po grzbiecie samicy, oferowanie jej jadalnej wydzieliny specjalnych gruczołów czy wydawanie dźwięków. W trakcie kopulacji para zwrócona jest brzusznymi stronami ciała do siebie, a samiec zwykle jest przesunięty tak, by jego segment siódmy był przed segmentem trzecim samicy. U samicy otwory płciowe otwierają się do woreczkowatych wulw, które wynicowują się w trakcie kopulacji i to do nich wnikają gonopody. Wulwy służą również przechowywaniu nasienia po kopulacji. Plemniki dwuparców nie mają wici, co jest cechą unikalną wśród wijów.
Tylko niektóre Platydesmida i Stemmiulida wykazują troskę rodzicielską o jaja i młode, w pozostałych przypadkach samica pozostawia złożone jaja. Wylęganie jest u dwuparców przedłużone. Po pęknięciu skorupki jaja młode pozostaje jeszcze kilka dni nieruchome, rosnąc pod osłoną błonki embrionalnej. Dopiero potem pęka oskórek embrionalny i młode jest zdolne do ruchu. Dalszy rozwój następuje na drodze anamorfozy, przy czym może być to hemianamorfoza, euanamorfoza lub teloanamorfoza. Dwuparce dożywać mogą nawet do 10 lat.

## Ekologia i rozprzestrzenienie
Dwuparce są kosmopolityczne, ale najliczniejsze w lasach tropikalnych i subtropikalnych. W Polsce stwierdzono 86 gatunków. Większość gatunków preferuje miejsca wilgotne i ciepłe, zwłaszcza dno lasów, ale znane są też z innych środowisk. Wiele gatunków występuje w jaskiniach, pod ziemią czy w wysokich górach, również ponad granicą drzew. Trzy gatunki: strzępnica zającowata, Proteroiulus fuscus i Angarozonium amurens przekraczają na terenie Eurazji północne koło podbiegunowe, natomiast południową granicę występowania dwuparców stanowi argentyńska prowincja Santa Cruz. Znane są również gatunki pustynne oraz związane z litoralem wód słonych. Niektóre gatunki dobrze znoszą zalewanie wodą słodką, a Myrmecodesmus adisi potrafi przetrwać pod wodą do roku, żywiąc się glonami. Natomiast jedynym gatunkiem typowo półwodnym jest jaskiniowy Serradium semiaquaticum. Ponadto niektóre dwuparce występują w mrowiskach i ptasich gniazdach.
Większość dwuparców żywi się martwą materią roślinną. W dnie lasów są najważniejszą, obok dżdżownic, grupą makrofagicznych saprofagów. W lasach strefy umiarkowanej ich zagęszczenie może przekraczać 1000 osobników na m² i mogą one konsumować 10–15% opadłego w ciągu roku listowia. W kanadyjskich lasach borealnych konsumują nawet 36% rocznego opadu ściółkowego. Nieliczne gatunki są wszystkożerne, padlinożerne, mykofagiczne lub żywią się ssąc soki z organów podziemnych roślin albo zeskrobując glony. Najrzadsze jest drapieżnictwo, którego przykładem jest zjadająca dżdżownice Apfelbeckia insculpta.
Na dwuparce polują różne stawonogi, płazy, gady, ptaki czy ssaki, ale liczba ich wrogów jest ograniczona z powodu stosowanej przez nie obrony chemicznej. W polowaniu na nie wyspecjalizowane są m.in.: larwy chrząszczy z rodziny Phengodidae, żuki z rodzajów Sceliages i Deltochilum, mrówki z rodzaju Probolomyrmex, ślimaki z rodzaju Chlamydephorus oraz pluskwiaki z rodziny Ectrichodiinae. Niektóre drzewołazowate potrafią wcielać pozyskane z dwuparców substancje do własnej wydzieliny obronnej. Dwuparce padają również ofiarą pasożytów takich jak: owadorostowce, apikompleksy, nicienie, nitnikowce i kolcogłowy oraz parazytoidów: muchówek z rodziny smętkowatych i muchowatych.

## Ewolucja i systematyka

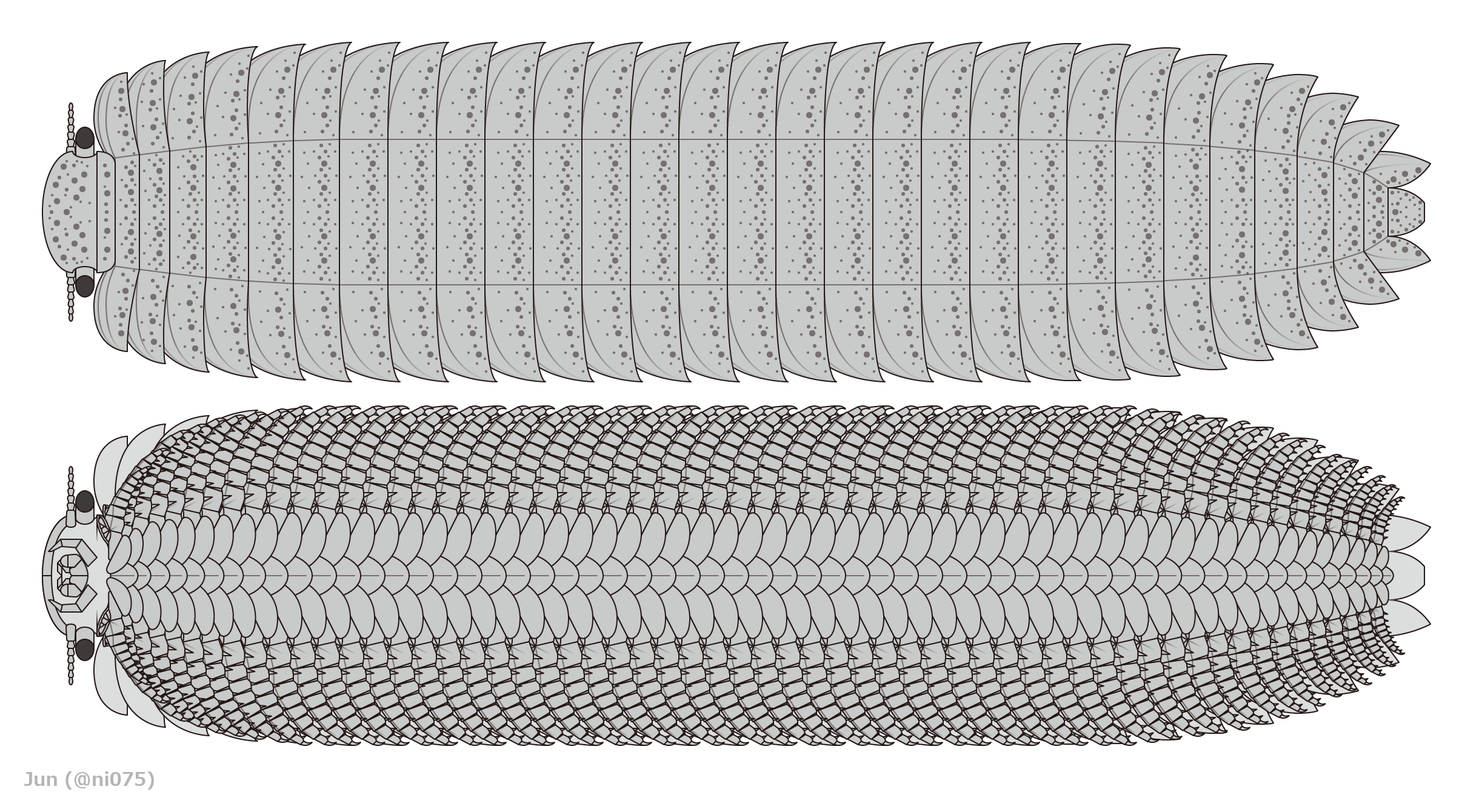
Rekonstrukcja artropleury

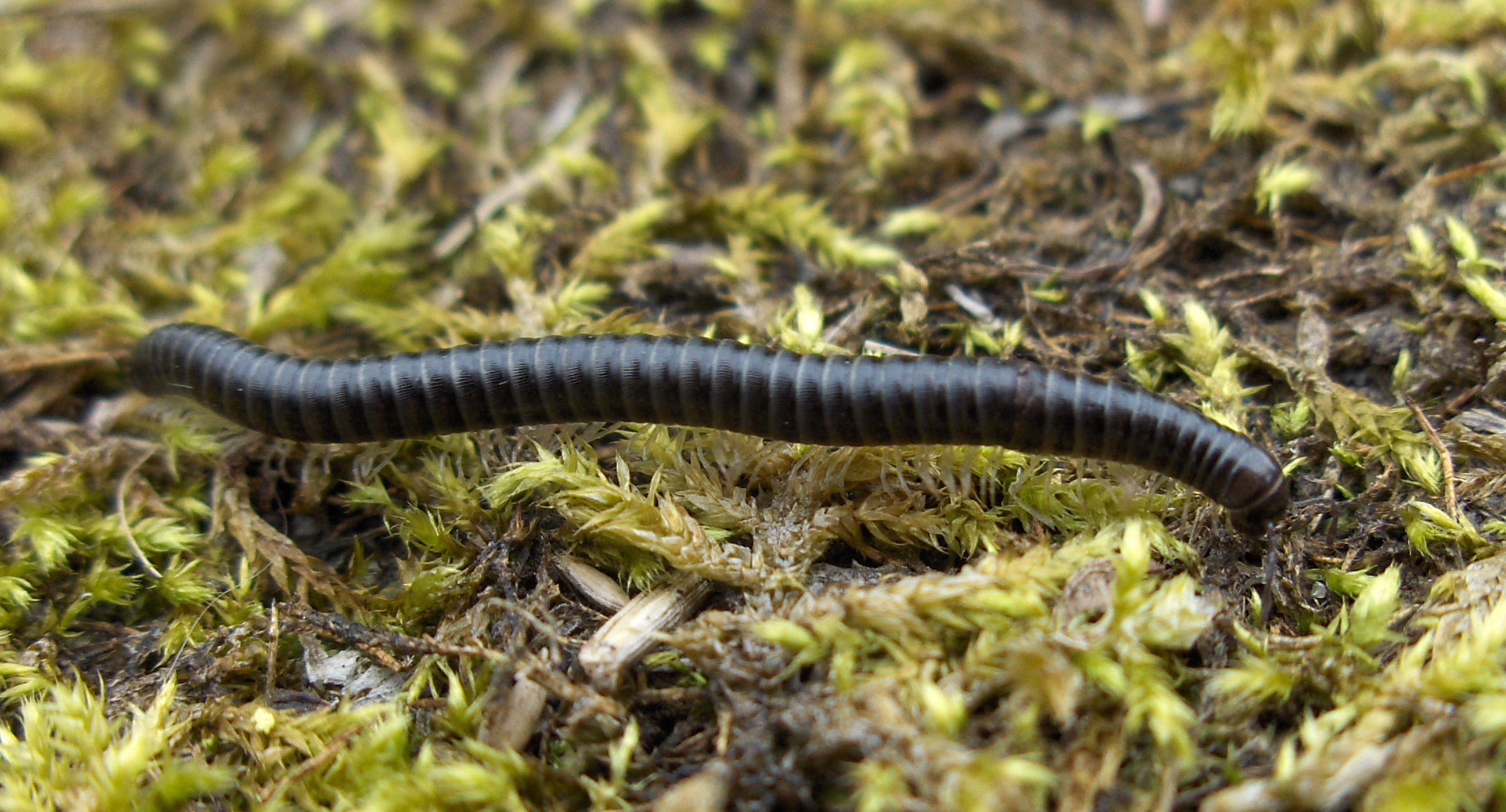
Tachypodoiulus niger z rzędu krocionogów właściwych

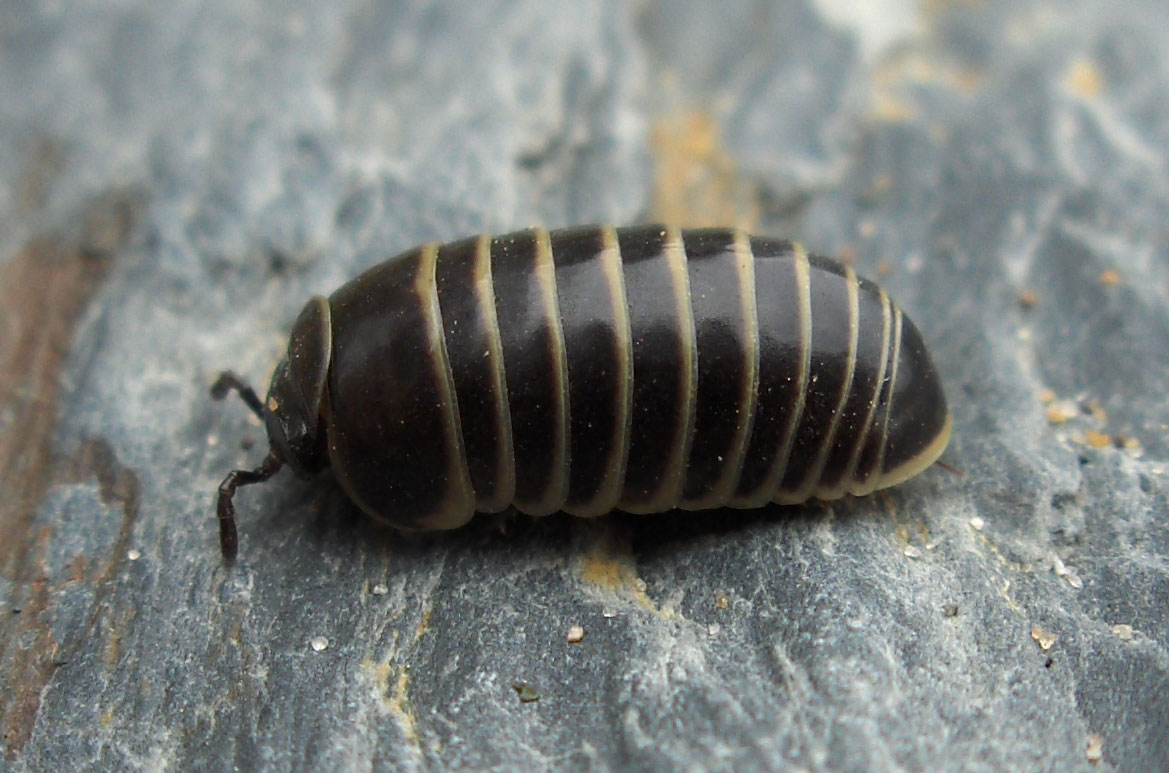
Skulica obrzeżona z rzędu skulic

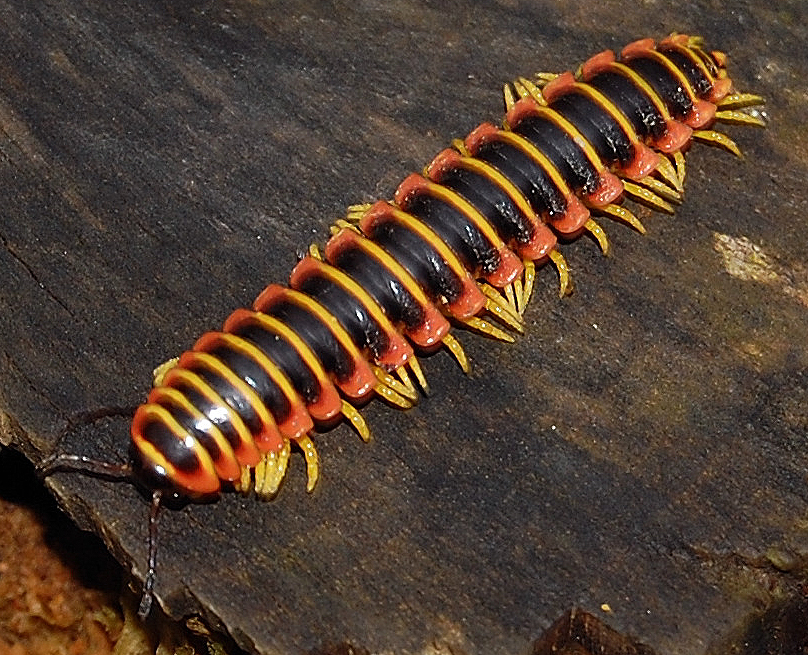
Apheloria virginiensis

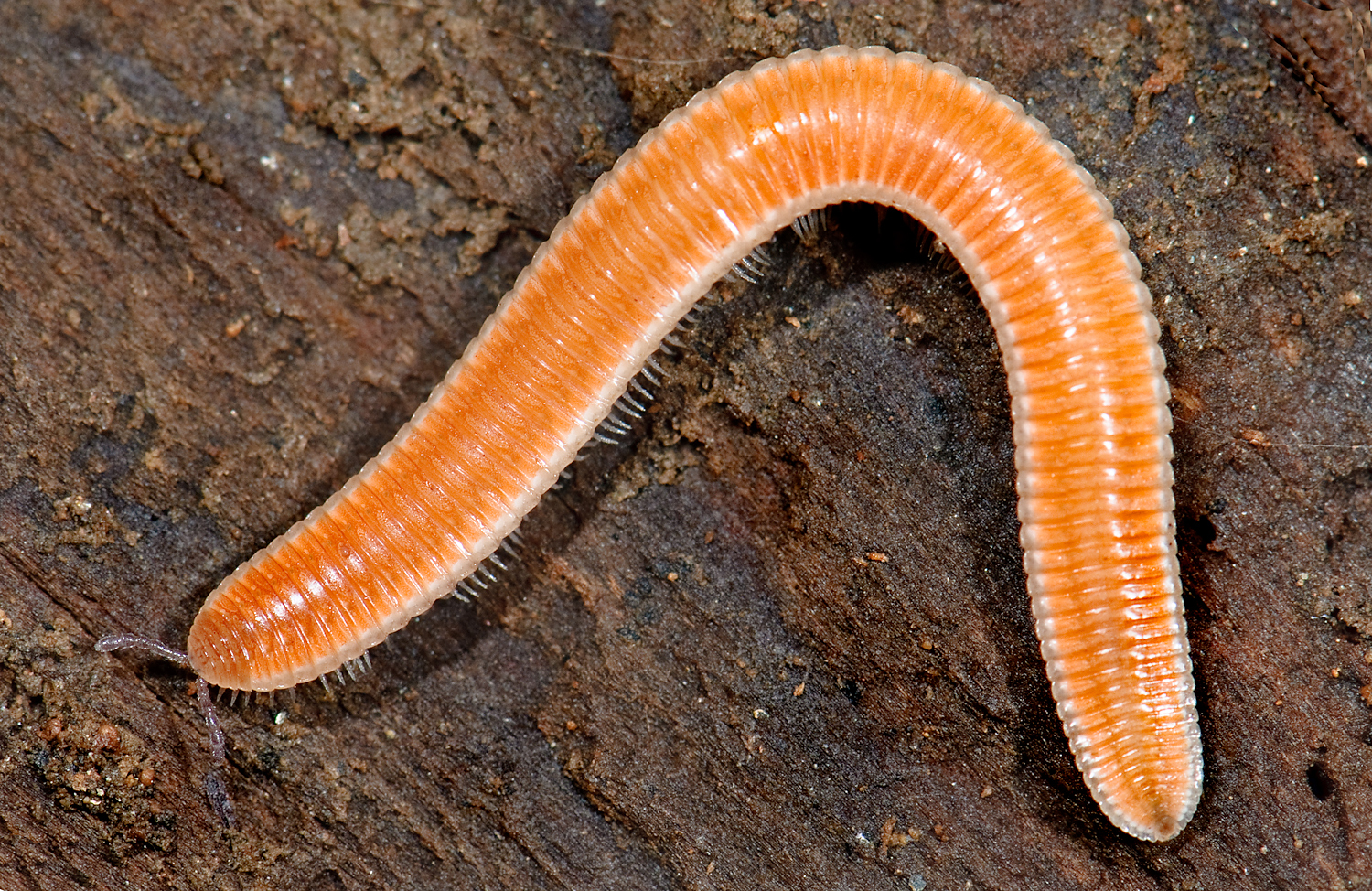
Octoglena z rzędu Polyzoniida

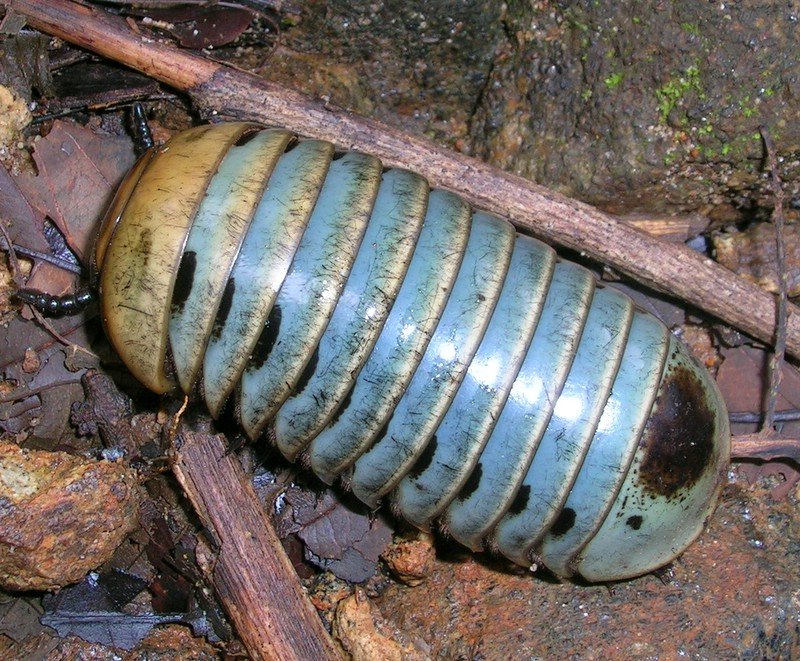
Przedstawiciel Sphaerotheriida

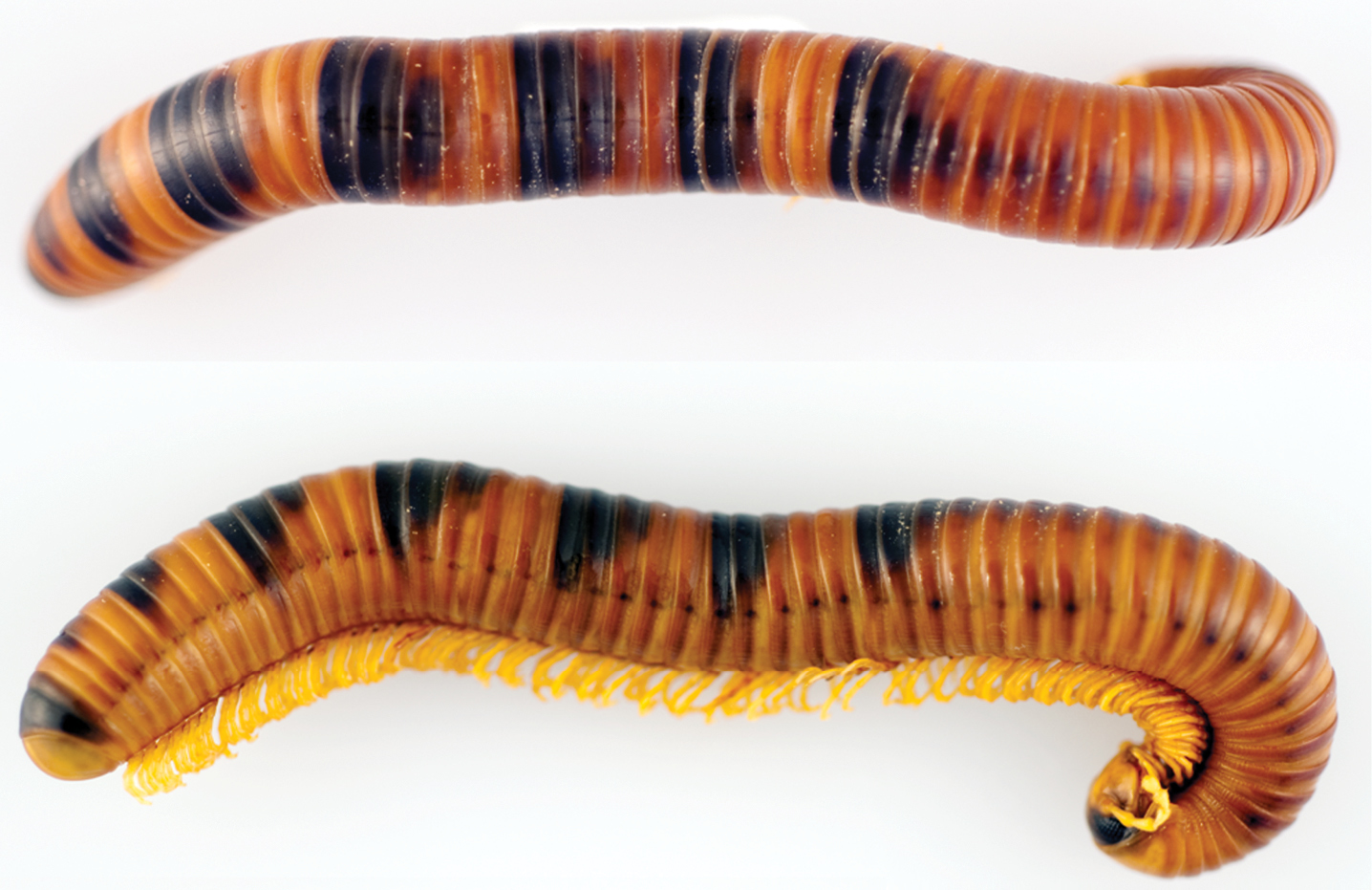
Sagmatostreptus strongylopygus z rzędu Spirostreptida

Najstarsze ślady prawdopodobnie należące do wczesnych dwuparców pochodzą z późnego ordowiku późnego. Najstarszą skamieniałością ciała należącą niewątpliwie do dwuparca jest Cowiedesmus eroticopodus z przełomu wenloku i ludlowu. Natomiast pochodzący z późnego syluru Pneumodesmus newmani jest najstarszych zwierzęciem, o którym wiadomo, że oddychało powietrzem atmosferycznym – świadczy o tym obecność przetchlinek. Oba te gatunki należą do podgromady Chilognatha. Jej przedstawiciele dzięki obecności soli wapnia w pancerzu są najliczniej reprezentowanymi w zapisie kopalnym wijami, znanymi z paleozoiku, mezozoiku i kenozoiku. Przedstawiciele podgromady Arthropleuridea znani są od dewonu do cisuralu. Ciała strzępnic (podgromada Penicillata) są miękkie i nie ulegają biomineralizacji. Ich przedstawiciele znani są z bursztynu od cenomanu (kreda).
Dotychczas opisano ponad 12 000 gatunków dwuparców z około 3000 rodzajów, natomiast szacunki co do łącznej liczby gatunków współczesnych wahają się od 13 400 do około 80 000.
Podział systematyczny do rangi rzędu przedstawia się następująco:
- podgromada: Penicillata
  - rząd: Polyxenida – strzępnice
- podgromada: †Arthropleuridea
  - rząd: †Arthropleurida
  - rząd: †Eoarthropleurida
  - rząd: †Microdecemplicida
- podgromada: Chilognatha
  - rząd: †Zosterogrammida
  - infragromada: Pentazonia
    - nadrząd: Limacomorpha
      - rząd: Glomeridesmida

    - nadrząd: Oniscomorpha
      - rząd: Glomerida – skulice
      - rząd: Sphaerotheriida

  - infragromada: Helminthomorpha
    - kohorta: †Archipolypoda
      - rząd: †Archidesmida
      - rząd: †Cowiedesmida
      - rząd: †Euphoberiida
      - rząd: †Palaeosomatida

    - rząd: †Pleurojulida
    - kohorta: Colobognatha
      - rząd: Platydesmida
      - rząd: Polyzoniida – prążkowce
      - rząd: Siphonocryptida
      - rząd: Siphonophorida

    - kohorta: Eugnatha
      - nadrząd: Juliformia
        - rząd: Julida – krocionogi właściwe
        - rząd: Spirobolida
        - rząd: Spirostreptida

      - nadrząd: Nematophora
        - rząd: Callipodida
        - rząd: Chordeumatida
        - rząd: Stemmiulida
        - rząd: Siphoniulida

      - nadrząd: Merochaeta
        - rząd: Polydesmida – węzławce